# Critère de Stoner
 (mai 2022).
Certains termes anglais peu courants en français devraient être remplacés par des termes français équivalents mieux connus.
Pour les articles homonymes, voir Stoner.
Le critère de Stoner est une condition nécessaire pour que l'ordre ferromagnétique apparaisse dans un modèle simplifié d'un solide. Il porte le nom du physicien Edmund Clifton Stoner (en).

## Modèle de Stoner du ferromagnétisme

Une structure de bande schématique pour le modèle de Stoner du ferromagnétisme. Une interaction d'échange a divisé l'énergie des états avec des spins différents, et les états proches de l'énergie de Fermi E _{F} sont polarisés en spin.

Le ferromagnétisme découle directement de la répulsion électron-électron. Le modèle simplifié d'un solide, communément appelé modèle de Stoner, peut être formulé en termes de relations de dispersion pour les électrons de spin up et spin down,
{\displaystyle E_{\uparrow }(k)=\epsilon (k)-I{\frac {N_{\uparrow }-N_{\downarrow }}{N}},\qquad E_{\downarrow }(k)=\epsilon (k)+I{\frac {N_{\uparrow }-N_{\downarrow }}{N}},}
où le second terme rend compte de l'énergie d'échange, {\displaystyle I} est le paramètre de Stoner, {\displaystyle N_{\uparrow }/N} ( {\displaystyle N_{\downarrow }/N} ) est la densité sans dimension  des électrons de spin up (down) et {\displaystyle \epsilon (k)} est la relation de dispersion des électrons sans spin où l'interaction électron-électron n'est pas prise en compte. Si {\displaystyle N_{\uparrow }+N_{\downarrow }} est fixé, {\displaystyle E_{\uparrow }(k),E_{\downarrow }(k)} peut être utilisé pour calculer l'énergie totale du système en fonction de sa polarisation {\displaystyle P=(N_{\uparrow }-N_{\downarrow })/N} . Si l'énergie totale la plus faible est trouvée pour {\displaystyle P=0}, le système préfère rester paramagnétique mais pour des valeurs plus grandes de {\displaystyle I}, des états fondamentaux polarisés se produisent. On peut montrer que pour
{\displaystyle ID(E_{\rm {F}})>1}
L'état {\displaystyle P=0} passera spontanément dans un état polarisé. C'est le critère de Stoner, exprimé en termes de {\displaystyle P=0} densité d'états  à l'énergie de Fermi {\displaystyle D(E_{\rm {F}})} .
Un état {\displaystyle P} non-nul peut être préféré à {\displaystyle P=0} avant même que le critère de Stoner ne soit rempli.

## Relation avec le modèle de Hubbard
Le modèle de Stoner peut être obtenu à partir du modèle de Hubbard en appliquant l'approximation du champ moyen. Les opérateurs de densité de particules sont écrits comme leur valeur moyenne {\displaystyle \langle n_{i}\rangle } plus les fluctuations {\displaystyle n_{i}-\langle n_{i}\rangle } et le produit des fluctuations de spin-up et spin-down est négligé. On obtient 
{\displaystyle H=U\sum _{i}n_{i,\uparrow }\langle n_{i,\downarrow }\rangle +n_{i,\downarrow }\langle n_{i,\uparrow }\rangle -\langle n_{i,\uparrow }\rangle \langle n_{i,\downarrow }\rangle -t\sum _{\langle i,j\rangle ,\sigma }(c_{i,\sigma }^{\dagger }c_{j,\sigma }+h.c).}
Avec le troisième terme inclus, qui a été omis dans la définition ci-dessus, nous arrivons à la forme la plus connue du critère de Stoner
{\displaystyle D(E_{\rm {F}})U>1.}